# ピエタ (クレスピ)
『ピエタ』（西: La Piedad、英: Pietà）は、イタリアのバロック期の画家ダニエーレ・クレスピが1626年にキャンバス上に油彩で制作した絵画である。17世紀後半のスペインを代表する個人美術収集家で、ナポリ副王を務めたガスパール・メンデス・デ・アロのコレクションが1689年に売り立てられた際、国王カルロス2世により取得された。作品は1734年のマドリード旧王宮の火災による損失を免れた後、新王宮に移された。現在、マドリードのプラド美術館に所蔵されている。

## 作品

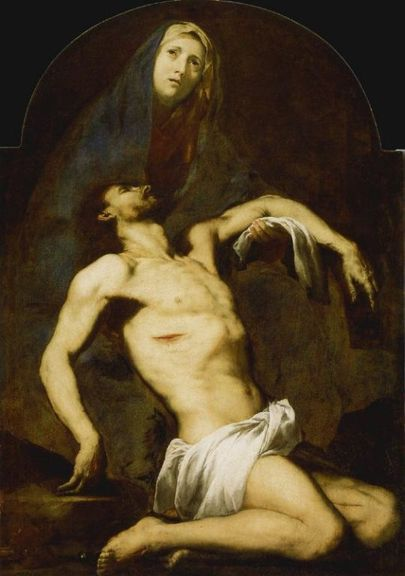
ホセ・デ・リベーラ『ピエタ』、モンテレイ礼拝堂、サラマンカ

本作の画面に見られる静物の簡素な写実性と、悲壮で表現力に富んだ叙述手法で、クレスピは対抗宗教改革時代のミラノで名声を博した。彼の繊細な宗教感覚は、フェデリコ・ボッロメーオ枢機卿と枢機卿が創設したアカデミア・アンブロジアーナを拠り所としている。
本作のコンパクトな構図は、嘆願するように天を仰ぎ見る聖母マリアに抱かれるイエス・キリストの遺体を強調している。キリストの背後の後景には、泣きわめく天使が見える。繊細に制作されたこの絵画は複雑に捩じられた人物像を特徴とし、それが大きな哀感をもたらしていると同時に、クレスピがジュリオ・チェーザレ・プロカッチーニにそれを負っていることを示している。しかし、プロカッチーニの感情的曖昧さはここには見られない。クレスピの作品に通常見られるように、身体像が全画面の大部分を占めている。色彩は抑制され、人物像の量感は、絵画の真の主題であり、悲劇的特質を強調するのに役立っているキアロスクーロによって表現されている。
画面を支配しているのは、キリスト、とりわけ彼の腕、脚、身体の右側を照らす強烈な光であり、それが対角線を圧倒する長方形の構図を生み出している。聖母マリアの顔を通る垂直線はキリストの身体により強調され、彼の左腕と両脚の水平線と対照をなして、場面に大きな安定感をもたらしている。キリストの身体は明らかに古典的なアプローチにより完璧な解剖学的正確さで描かれ、生身のモデルから写生されたことは間違いない。クレスピのほかの作品も類似した身体的特質をもっており、共通のモデルをもとにしていることを示唆するが、本作ほどの力強さを持つ作品はない。
非常に称賛されたこの絵画はすぐにスペインの画家たちに模倣され、多くの複製や異なるヴァージョンが作成された。そのうち最も見事な作例は、ホセ・デ・リベーラが1647年にサラマンカのモンテレイ礼拝堂の祭壇のために描いたものである。リベーラはスペインに送られる前の本作をナポリで見たに違いない。
2011年に行われた修復作業により、絵画は本来の大きさに戻された。18世紀には四辺が拡大された結果、人物像が中景に後退させられたために人物像の劇的な性格が弱められていた。